# Política de Yibuti
La Política de Yibuti se basa en un sistema  republicano semipresidencialista. El poder ejecutivo es ejercido por el gobierno y el poder legislativo por el parlamento y el gobierno conjuntamente. El poder judicial es independiente. El sistema político está dominado por la conservadora Agrupación Popular para el Progreso (RPP en sus siglas en francés), partido político al que pertenece el Presidente Ismail Omar Guelleh.

## Historia
Al independizarse el país de Francia en 1977, Hassan Gouled Aptidon se autoimpone como presidente, adoptando un sistema políticio similar al de Francia. Hasta 1992, año el que se instauró la actual constitución, se daba un sistema unipartidista al ser el RPP el único movimiento político legal. En 1992 se permitían los partidos políticos. Sin embargo, hasta la actualidad, la oposición no ha logrado éxito alguno, persistiendo en la práctica el unipartidismo.

## Poder ejecutivo
El presidente es elegido cada seis años por voto popular. Es el jefe de Estado del país. En las elecciones de 2005, Ismail Omar Guelleh fue reelegido como presidente al ser el único candidato. Lleva en el cargo desde 1999.
Por su parte, el primer ministro, jefe de gobierno, es elegido por el presidente. El actual primer ministro es Dileita Mohamed Dileita del RPP.

## Poder legislativo y partidos políticos
La Cámara de Diputados es el parlamento unicameral del país. Está formada por 65 miembros, todos ellos de la coalición gubernamental cuyos principales partidos son el RPP y el Frente por la Restauración de la Unidad y de la Democracia. El sistema electoral beneficia a la coalición con mayor número de votos, así la alianza anti gobierno se quedó sin escaños pese a obtener el 37,3% en las elecciones de 2003. El principal partido de la coalición opositora es la Alianza Republicana por la Democracia.
- Datos: Q1155429
- Multimedia: Politics of Djibouti / Q1155429